# 激戦 A True Mob Story
『激戦 A True Mob Story』（げきせん ア・トゥルー・モブ・ストーリー-、原題：龍在江湖、英題：A True Mob Story）は、1998年に香港で製作、公開されたアクション映画である。日本では劇場未公開で、ビデオとＤＶＤが発売された。
脚本・監督はウォン・ジン（王晶）。主演はアンディ・ラウ、ジジ・リョン、アレックス・フォン、マーク・チェン、サム・リーなど。

## 出演
※括弧内は日本語吹替
- ディー - アンディ・ラウ（辻谷耕史）
- リョン - ジジ・リョン（安田未央）
- マイケル - アレックス・フォン（大倉正章）
- プリンス - マーク・チェン（高田べん）
- スキニー - サム・リー
- ルビー - スキー・クァン（栗田ひづる）
- ボス - マイケル・チャン（喜多川拓郎）
- シンディ - アンジー・チェン（牧野芳奈）

## 主題歌
- 「你是我的女人」
作曲：ケニー・G、T.K.チャン、ウォルター・アファナシェフ
作詞／歌：アンディ・ラウ
- 「死剩把口」
作曲：孫偉倫
作詞／歌：アンディ・ラウ

## 主な受賞
- 第18回香港電影金像奨（1999年）
  - ノミネート：最優秀歌曲賞（作曲：ケニー・G、T.K.チャン、ウォルター・アファナシェフ、作詞／歌：アンディ・ラウ）

## DVD
- 日本では2001年11月25日に、ANEC・グルーヴコーポレーションより日本版DVDが発売された。